# Alicia Eugenia Vargas Restrepo
Alicia Eugenia Vargas Restrepo (19 de julio de 1969  - 8 de abril de 2013) fue una abogada, deportista, judoca y técnica deportiva colombiana. Fue campeona nacional y suramericana de judo. Destacó por su labor como directora de los Juegos Suramericanos de 2010.

## Biografía
Nació en Medellín en la región  Paisa de Colombia. A los cuatro años fue secuestrada y un año más tarde, cuando sus captores la devolvieron, entró por recomendación de un psicólogo a clases de judo con el objetivo de recuperar la confianza en sí misma. A los diez años ya competía a nivel nacional y a los dieciséis formó su propio club de judo.
Estudió técnica deportiva en el Politécnico Jaime Isaza Cadavid y en 1990 inició una segunda carrera como abogada en la Facultad de Derecho y Ciencias Políticas de la Universidad de Antioquia donde se especializó en derecho penal.
Durante la administración del exalcalde de Medellín Sergio Fajardo, fue la Directora del Instituto de Deportes y Recreación (Inder) entre el 2004 hasta mediados del 2008.
En la administración del Alcalde de Medellín Alonso Salazar, se desempeñó como Secretaria de Bienestar Social de la Alcaldía de Medellín y hace parte también de la Comisión de Mujer y Deporte del Comité Olímpico Colombiano. También fue Secretaria General de la Alcaldía de Medellín.

## Deportista
En sus años como deportista fue 10 veces campeona nacional de Judo, subcampeona suramericana y medalla de bronce en la Copa Mundial del mismo deporte.
Desde 1999 presidió la Liga de Judo de Antioquia. Luego desde el 2001 fue personera del Municipio de San Jerónimo.

## Juegos Suramericanos Medellín 2010
Fue la directora general del Comité Organizador de la novena edición de los Juegos Suramericanos realizado en Medellín en el 2010. Gracias a su desempeño y el éxito en la realización de los Juegos, fue invitada a formar parte de Comité Organizador de los Juegos Olímpicos Río 2016. De esta manera es la primera colombiana que participa en la organización de un torneo olímpico internacional.
Carlos Arthur Nuzman, brasileño, presidente de la Organización Deportiva Suramericana (ODESUR) y presidente del Comité Olímpico Brasileño responsable de la organización de los Juegos Olímpicos 2016, reconoció la labor realizada en la organización de los Juegos Suramericanos y comentó el alto nivel logrado en la novena edición de los Juegos Suramericanos.
Durante su labor frente a la organización de los Juegos fue cuestionada su decisión de no prestar el Estadio Atanasio Girardot para el Torneo Apertura 2010 durante el mes de marzo. Su decisión se sustentó en usar el recinto deportivo para preparar la Ceremonia de apertura.
Murió en abril de 2013 a causa de un cáncer que le diagnosticaron durante los Juegos Suraméricanos.

## Reconocimientos
- 2009 - Recibió la distinción de Mejor Dirigente Deportiva de Colombia, primera mujer en recibir el galardón.[4]